# 普梅嫩戈
普梅嫩戈（義大利語：Pumenengo），是意大利贝加莫省的一个市镇。总面积10平方公里，人口1662人，人口密度166.2人/平方公里（2009年）。国家统计（ISTAT）代码为016177。